# 里木店镇
里木店镇，是中华人民共和国黑龙江省绥化市肇东市下辖的一个乡镇级行政单位。

## 行政区划
里木店镇下辖以下地区：
四方村、永丰村、金山村、康岗村、民强村、双兴村、正义村、长江村和里木店村。